# Élections municipales de 2009 en Abitibi-Témiscamingue
Les élections municipales québécoises de 2009 se déroulent le 1er novembre 2009. Elles permettent d'élire les maires et les conseillers de chacune des municipalités locales du Québec, ainsi que les préfets de quelques municipalités régionales de comté.

## Abitibi-Témiscamingue

### Amos
| Candidats pour la mairie       | Vote  | %    |
| ------------------------------ | ----- | ---- |
| Ulrick Chérubin (Sortant)      | 3 445 | 83,9 |
| Maurice Martineau              | 539   | 13,1 |
| Robert Audette                 | 121   | 2,9  |
| Taux de participation : 41,6 % |       |      |

### Angliers
| Candidats pour la mairie       | Vote | %    |
| ------------------------------ | ---- | ---- |
| Lyna Pine                      | 160  | 68,4 |
| Paul Coulombe (Sortant)        | 74   | 31,6 |
| Taux de participation : 80,7 % |      |      |

### Authier
| Candidats pour la mairie | Vote            | %               |
| ------------------------ | --------------- | --------------- |
| Pierre Lambert (Sortant) | Sans opposition | Sans opposition |

### Authier-Nord
| Candidats pour la mairie | Vote            | %               |
| ------------------------ | --------------- | --------------- |
| Alain Gagnon (Sortant)   | Sans opposition | Sans opposition |

### Barraute
| Candidats pour la mairie | Vote            | %               |
| ------------------------ | --------------- | --------------- |
| Lionel Pelchat (Sortant) | Sans opposition | Sans opposition |

### Béarn
| Candidats pour la mairie | Vote            | %               |
| ------------------------ | --------------- | --------------- |
| Luc Lalonde (Sortant)    | Sans opposition | Sans opposition |

### Belcourt
| Candidats pour la mairie | Vote            | %               |
| ------------------------ | --------------- | --------------- |
| Carol Nolet (Sortant)    | Sans opposition | Sans opposition |

### Belleterre
| Candidats pour la mairie | Vote            | %               |
| ------------------------ | --------------- | --------------- |
| Bruno Boyer              | Sans opposition | Sans opposition |

### Berry
| Candidats pour la mairie       | Vote | %    |
| ------------------------------ | ---- | ---- |
| Jean-Pierre Naud               | 117  | 60,9 |
| Jacques Dussault               | 75   | 39,1 |
| Taux de participation : 42,0 % |      |      |

### Champneuf
| Candidats pour la mairie   | Vote            | %               |
| -------------------------- | --------------- | --------------- |
| Rosaire Guénette (Sortant) | Sans opposition | Sans opposition |

### Chazel
| Candidats pour la mairie       | Vote | %    |
| ------------------------------ | ---- | ---- |
| Daniel Favreau                 | 91   | 62,8 |
| Denis Hince (Sortant)          | 54   | 37,2 |
| Taux de participation : 63,9 % |      |      |

### Clermont
| Candidats pour la mairie | Vote            | %               |
| ------------------------ | --------------- | --------------- |
| Doris Souligny           | Sans opposition | Sans opposition |

- Robert Paquette, conseiller #3, devient maire du canton de Clermont en cours de mandat en 2010[Quand ?].

### Clerval
| Candidats pour la mairie       | Vote | %    |
| ------------------------------ | ---- | ---- |
| Jeannine Provost               | 149  | 55,6 |
| Claude Lamoureux (Sortant)     | 119  | 44,4 |
| Taux de participation : 63,9 % |      |      |

- Suzanne Théberge, conseillère #3, devient mairesse de Clerval en cours de mandat[Quand ?]

### Duhamel-Ouest
| Candidats pour la mairie | Vote            | %               |
| ------------------------ | --------------- | --------------- |
| Alain Sarrazin (Sortant) | Sans opposition | Sans opposition |

### Duparquet
| Candidats pour la mairie       | Vote | %    |
| ------------------------------ | ---- | ---- |
| Gilbert Rivard (Sortant)       | 237  | 70,7 |
| Michel Morin                   | 98   | 29,3 |
| Taux de participation : 63,5 % |      |      |

### Dupuy
| Candidats pour la mairie  | Vote            | %               |
| ------------------------- | --------------- | --------------- |
| Marc-André Côté (Sortant) | Sans opposition | Sans opposition |

### Fugèreville
| Candidats pour la mairie       | Vote | %    |
| ------------------------------ | ---- | ---- |
| André Pâquet                   | 163  | 67,1 |
| Kim F. Gauthier (Sortant)      | 80   | 32,9 |
| Taux de participation : 72,5 % |      |      |

### Gallichan
| Candidats pour la mairie     | Vote            | %               |
| ---------------------------- | --------------- | --------------- |
| Émilien Larochelle (Sortant) | Sans opposition | Sans opposition |

### Guérin
| Candidats pour la mairie     | Vote            | %               |
| ---------------------------- | --------------- | --------------- |
| Maurice Laverdière (Sortant) | Sans opposition | Sans opposition |

### Kipawa
| Candidats pour la mairie | Vote            | %               |
| ------------------------ | --------------- | --------------- |
| Norman Young             | Sans opposition | Sans opposition |

### La Corne
| Candidats pour la mairie       | Vote | %    |
| ------------------------------ | ---- | ---- |
| Michel Lévesque (Sortant)      | 309  | 80,1 |
| Rénald Moreau                  | 77   | 19,9 |
| Taux de participation : 66,1 % |      |      |

### La Morandière
| Candidats pour la mairie | Vote            | %               |
| ------------------------ | --------------- | --------------- |
| Guy Lemire               | Sans opposition | Sans opposition |

### La Motte
| Candidats pour la mairie | Vote            | %               |
| ------------------------ | --------------- | --------------- |
| René Martineau (Sortant) | Sans opposition | Sans opposition |

### La Reine
| Candidats pour la mairie  | Vote            | %               |
| ------------------------- | --------------- | --------------- |
| Jean-Guy Boulet (Sortant) | Sans opposition | Sans opposition |

### La Sarre
| Candidats pour la mairie       | Vote  | %    |
| ------------------------------ | ----- | ---- |
| Normand Houde (Sortant)        | 1 339 | 52,2 |
| Aldé Bellavance                | 1 228 | 47,8 |
| Taux de participation : 43,2 % |       |      |

### Laforce
| Candidats pour la mairie | Vote            | %               |
| ------------------------ | --------------- | --------------- |
| Gérald Charron (Sortant) | Sans opposition | Sans opposition |

### Landrienne
| Candidats pour la mairie   | Vote            | %               |
| -------------------------- | --------------- | --------------- |
| François Lemieux (Sortant) | Sans opposition | Sans opposition |

### Latulipe-et-Gaboury
| Candidats pour la mairie | Vote            | %               |
| ------------------------ | --------------- | --------------- |
| Yvon Gingras (Sortant)   | Sans opposition | Sans opposition |

### Launay
| Candidats pour la mairie | Vote            | %               |
| ------------------------ | --------------- | --------------- |
| Gilles Labbé (Sortant)   | Sans opposition | Sans opposition |

- Rémi Gilbert devient maire de Launay en cours de mandat[Quand ?]

### Laverlochère
| Candidats pour la mairie  | Vote            | %               |
| ------------------------- | --------------- | --------------- |
| Daniel Barrette (Sortant) | Sans opposition | Sans opposition |

### Lorrainville
| Partis                         | Partis          | Candidats pour la mairie | Vote | %    |
| ------------------------------ | --------------- | ------------------------ | ---- | ---- |
|                                | Équipe Boutin   | Philippe Boutin          | 289  | 47,6 |
|                                | Champagn'Action | Marc Champagne (Sortant) | 251  | 41,4 |
|                                | Indépendant     | Marc Lafrance            | 67   | 11,0 |
| Taux de participation : 59,1 % |                 |                          |      |      |

### Macamic
| Candidats pour la mairie  | Vote            | %               |
| ------------------------- | --------------- | --------------- |
| Daniel Rancourt (Sortant) | Sans opposition | Sans opposition |

### Malartic
| Candidats pour la mairie | Vote            | %               |
| ------------------------ | --------------- | --------------- |
| André Vezeau (Sortant)   | Sans opposition | Sans opposition |

### Moffet
| Candidats pour la mairie       | Vote | %    |
| ------------------------------ | ---- | ---- |
| Michel Paquette (Sortant)      | 65   | 52,8 |
| Simon Charest                  | 58   | 47,2 |
| Taux de participation : 71,9 % |      |      |

### Nédélec
| Candidats pour la mairie | Vote            | %               |
| ------------------------ | --------------- | --------------- |
| Carmen Rivard (Sortante) | Sans opposition | Sans opposition |

### Normétal
| Candidats pour la mairie | Vote            | %               |
| ------------------------ | --------------- | --------------- |
| Jean Bergeron (Sortant)  | Sans opposition | Sans opposition |

### Notre-Dame-du-Nord
| Candidats pour la mairie | Vote            | %               |
| ------------------------ | --------------- | --------------- |
| Mychel Tremblay          | Sans opposition | Sans opposition |

### Palmarolle
| Partis                         | Partis              | Candidats pour la mairie | Vote | %    |
| ------------------------------ | ------------------- | ------------------------ | ---- | ---- |
|                                | Équipe Marcel Caron | Marcel Caron (Sortant)   | 489  | 70,0 |
|                                | Indépendant         | Pierre Vachon (Sortant)  | 210  | 30,0 |
| Taux de participation : 62,0 % |                     |                          |      |      |

### Poularies
| Candidats pour la mairie       | Vote | %    |
| ------------------------------ | ---- | ---- |
| Claude Blais                   | 197  | 67,2 |
| Gino Lévesque (Sortant)        | 96   | 32,8 |
| Taux de participation : 58,0 % |      |      |

- Samuel Doré devient maire de Poularies en cours de mandat[Quand ?]

### Preissac
| Partis                         | Partis             | Candidats pour la mairie | Vote | %    |
| ------------------------------ | ------------------ | ------------------------ | ---- | ---- |
|                                | Huguette Saucier   | Huguette Saucier         | 245  | 55,7 |
|                                | Renouveau Preissac | Pierre Fleury            | 195  | 44,3 |
| Taux de participation : 65,1 % |                    |                          |      |      |

### Rapide-Danseur
| Candidats pour la mairie       | Vote | %    |
| ------------------------------ | ---- | ---- |
| Alain Gagnon                   | 159  | 90,9 |
| Gildord Paulin                 | 16   | 9,1  |
| Taux de participation : 63,0 % |      |      |

### Rémigny
| Candidats pour la mairie       | Vote | %    |
| ------------------------------ | ---- | ---- |
| Jocelyn Aylwin (Sortant)       | 117  | 68,0 |
| Sylvain Lajeunesse             | 55   | 32,0 |
| Taux de participation : 66,0 % |      |      |

### Rivière-Héva
| Candidats pour la mairie       | Vote | %    |
| ------------------------------ | ---- | ---- |
| Réjean Guay (Sortant)          | 423  | 51,6 |
| Daniel Richard                 | 396  | 48,4 |
| Taux de participation : 75,8 % |      |      |

### Rochebaucourt
| Candidats pour la mairie       | Vote | %    |
| ------------------------------ | ---- | ---- |
| Gaby Chiasson Yergeau          | 59   | 53,6 |
| Daniel Lalancette (Sortant)    | 51   | 46,4 |
| Taux de participation : 79,3 % |      |      |

### Roquemaure
| Candidats pour la mairie | Vote            | %               |
| ------------------------ | --------------- | --------------- |
| Léo Pinard               | Sans opposition | Sans opposition |

### Rouyn-Noranda
| Partis                         | Partis                  | Candidats pour la mairie   | Vote  | %    |
| ------------------------------ | ----------------------- | -------------------------- | ----- | ---- |
|                                | Équipe Mario Provencher | Mario Provencher (Sortant) | 7 273 | 47,4 |
|                                | Indépendant             | Jean-Claude Beauchemin     | 4 063 | 26,5 |
|                                | Indépendant             | Philip Bradley             | 4 022 | 26,2 |
| Taux de participation : 50,0 % |                         |                            |       |      |

### Saint-Bruno-de-Guigues
| Candidats pour la mairie | Vote            | %               |
| ------------------------ | --------------- | --------------- |
| Joanne Larochelle        | Sans opposition | Sans opposition |

### Saint-Dominique-du-Rosaire
| Candidats pour la mairie  | Vote            | %               |
| ------------------------- | --------------- | --------------- |
| Maurice Godbout (Sortant) | Sans opposition | Sans opposition |

### Saint-Édouard-de-Fabre
| Candidats pour la mairie | Vote            | %               |
| ------------------------ | --------------- | --------------- |
| Réjean Drouin (Sortant)  | Sans opposition | Sans opposition |

- Claudine Laforge Clouâtre, conseillère #1, devient mairesse de Saint-Édouard-de-Fabre en cours de mandat[Quand ?]

### Saint-Eugène-de-Guigues
| Candidats pour la mairie | Vote            | %               |
| ------------------------ | --------------- | --------------- |
| Jacinthe Marcoux         | Sans opposition | Sans opposition |

### Saint-Félix-de-Dalquier
| Candidats pour la mairie       | Vote | %    |
| ------------------------------ | ---- | ---- |
| Luc Pomerleau (Sortant)        | 178  | 62,5 |
| Mario Nicol                    | 61   | 21,4 |
| Jean Chamberot                 | 46   | 16,1 |
| Taux de participation : 42,0 % |      |      |

### Saint-Lambert
| Candidats pour la mairie       | Vote | %    |
| ------------------------------ | ---- | ---- |
| Marco Morin (Sortant)          | 85   | 77,3 |
| Roger Couture                  | 25   | 22,7 |
| Taux de participation : 63,8 % |      |      |

- Émilien Rivard, conseiller #5, devient maire de Saint-Lambert en cours de mandat[Quand ?][1].

### Saint-Marc-de-Figuery
| Candidats pour la mairie | Vote            | %               |
| ------------------------ | --------------- | --------------- |
| Jacques Riopel (Sortant) | Sans opposition | Sans opposition |

### Saint-Mathieu-d'Harricana
| Candidats pour la mairie | Vote            | %               |
| ------------------------ | --------------- | --------------- |
| Martin Roch              | Sans opposition | Sans opposition |

### Sainte-Germaine-Boulé
| Candidats pour la mairie | Vote            | %               |
| ------------------------ | --------------- | --------------- |
| Jaclin Bégin (Sortant)   | Sans opposition | Sans opposition |

### Sainte-Gertrude-Manneville
| Candidats pour la mairie       | Vote | %    |
| ------------------------------ | ---- | ---- |
| Pascal Rheault                 | 191  | 58,4 |
| France Beaulieu                | 136  | 41,6 |
| Taux de participation : 57,2 % |      |      |

### Sainte-Hélène-de-Mancebourg
| Candidats pour la mairie | Vote            | %               |
| ------------------------ | --------------- | --------------- |
| Florent Bédard (Sortant) | Sans opposition | Sans opposition |

### Senneterre (paroisse)
| Partis                         | Partis                | Candidats pour la mairie     | Vote | %    |
| ------------------------------ | --------------------- | ---------------------------- | ---- | ---- |
|                                | Indépendant           | Jacline Rouleau              | 369  | 63,7 |
|                                | L'équipe de confiance | Céliane Taillefer (Sortante) | 210  | 36,3 |
| Taux de participation : 56,1 % |                       |                              |      |      |

### Senneterre (ville)
| Candidats pour la mairie       | Vote | %    |
| ------------------------------ | ---- | ---- |
| Jean-Maurice Matte (Sortant)   | 953  | 81,2 |
| Daniel Audet                   | 221  | 18,8 |
| Taux de participation : 49,6 % |      |      |

### Taschereau
| Candidats pour la mairie       | Vote | %    |
| ------------------------------ | ---- | ---- |
| Lucien Côté                    | 275  | 59,4 |
| Tony Gauthier                  | 152  | 32,8 |
| Roger Lessard                  | 36   | 7,8  |
| Taux de participation : 64,5 % |      |      |

### Témiscaming
| Candidats pour la mairie       | Vote | %    |
| ------------------------------ | ---- | ---- |
| Philippe Barette (Sortant)     | 591  | 53,3 |
| Yves Ouellet                   | 517  | 46,7 |
| Taux de participation : 56,1 % |      |      |

### Trécesson
| Candidats pour la mairie       | Vote | %    |
| ------------------------------ | ---- | ---- |
| Ghislain Nadeau                | 237  | 55,1 |
| Jacques Trudel (Sortant)       | 159  | 37,0 |
| Yves Gendron                   | 34   | 7,9  |
| Taux de participation : 48,0 % |      |      |

### Val-d'Or
| Candidats pour la mairie       | Vote  | %    |
| ------------------------------ | ----- | ---- |
| Fernand Trahan (Sortant)       | 7 405 | 93,5 |
| Gilles Gagnon                  | 516   | 6,5  |
| Taux de participation : 33,1 % |       |      |

### Val-Saint-Gilles
| Candidats pour la mairie       | Vote | %    |
| ------------------------------ | ---- | ---- |
| Réjean Lambert                 | 73   | 67,0 |
| Benoît Sarrazin (Sortant)      | 36   | 33,0 |
| Taux de participation : 73,3 % |      |      |

### Ville-Marie
| Candidats pour la mairie       | Vote | %    |
| ------------------------------ | ---- | ---- |
| Bernard Flébus                 | 476  | 43,3 |
| Richard Dessureault            | 336  | 30,6 |
| Dany Giraudon                  | 145  | 13,2 |
| Chantal M. Tremblay            | 142  | 12,9 |
| Taux de participation : 52,7 % |      |      |